# Église Sainte-Marie de Vedrinyans
Ne doit pas être confondu avec la chapelle de Vedrinyans à Saillagouse dans le même département.
Pour les articles homonymes, voir église Sainte-Marie.
L'église Sainte-Marie de Vedrinyans est une église romane située à Mosset, dans le département français des Pyrénées-Orientales.
Mosset abrite deux autres églises dédiées à sainte Marie : Sainte-Marie de Corbiac et l'abbaye Sainte-Marie de Jau (ruinée).